# Nolina hibernica
Nolina hibernica ist eine Pflanzenart der Gattung Nolina in der Familie der Spargelgewächse (Asparagaceae). Englische Trivialnamen sind „Green Beargrass Tree“ und „Mountain Top Tree“.

## Beschreibung
Nolina hibernica ist baumförmig mit einer Wuchshöhe von 2 bis 6 m. Sie formt in der oberen Hälfte des Stammes manchmal Rosetten. Die variablen, steifen, hellgrünen Laubblätter sind 50 bis 120 cm lang und 20 bis 40 mm breit. Die Blattspitzen sind robust faserig und gedreht.
Der verzweigte, schmale Blütenstand wird 1,2 bis 2,5 m hoch. Die weißen Blüten sind 2 mm lang und im Durchmesser. Die Blühperiode reicht von Mai bis Juli.
Nolina hibernica ist frosthart bis −15 °C. Sie ist kaum bekannt.

## Verbreitung und Systematik
Nolina hibernica ist in Mexiko in den Bundesstaaten Tamaulipas und Nuevo León in Höhenlagen von 2400 bis 3200 m in Waldland verbreitet. Sie ist mit Agave montana, Agave gentry und Rapicactus beguinii vergesellschaftet.
Nolina hibernica ist Mitglied der Sektion Arborescentes. Sie ist in höheren Gebirgsregionen in Kiefernwäldern angesiedelt. Charakteristisch sind die langen, gedrehten, robusten Fasern am Blattende.
Die Erstbeschreibung erfolgte 2010 durch Fritz Hochstätter und Davide Donati.

## Nachweise